# Seychelle-szigeteki nektármadár
A Seychelle-szigeteki-nektármadár (Cinnyris dussumieri) a madarak osztályának a verébalakúak (Passeriformes) rendjébe, ezen belül a nektármadárfélék (Nectariniidae) családjába tartozó faj.
A seychelle-i kreol nyelven kolibri néven hívják.

## Rendszerezése
A fajt Gustav Hartlaub német orvos és ornitológus írta le 1861-ben, a Nectarinia nembe Nectarinia dussumieri néven. 
Tudományos nevét Jean-Jacques Dussumier francia felfedező tiszteletére kapta.

## Előfordulása
A Seychelle-szigetek területén honos, ahol az összes nagyobb gránitszigeten megtalálható. A szigetcsoport endemikus madarai közül ez  a faj alkalmazkodott legjobban az emberi jelenléthez, a városi kertekben is előfordul.
Természetes élőhelyei a  szubtrópusi és trópusi síkvidéki esőerdők, száraz erdők, bokrosok, valamint szántók és vidéki kertek. Állandó, nem vonuló faj.

## Megjelenése

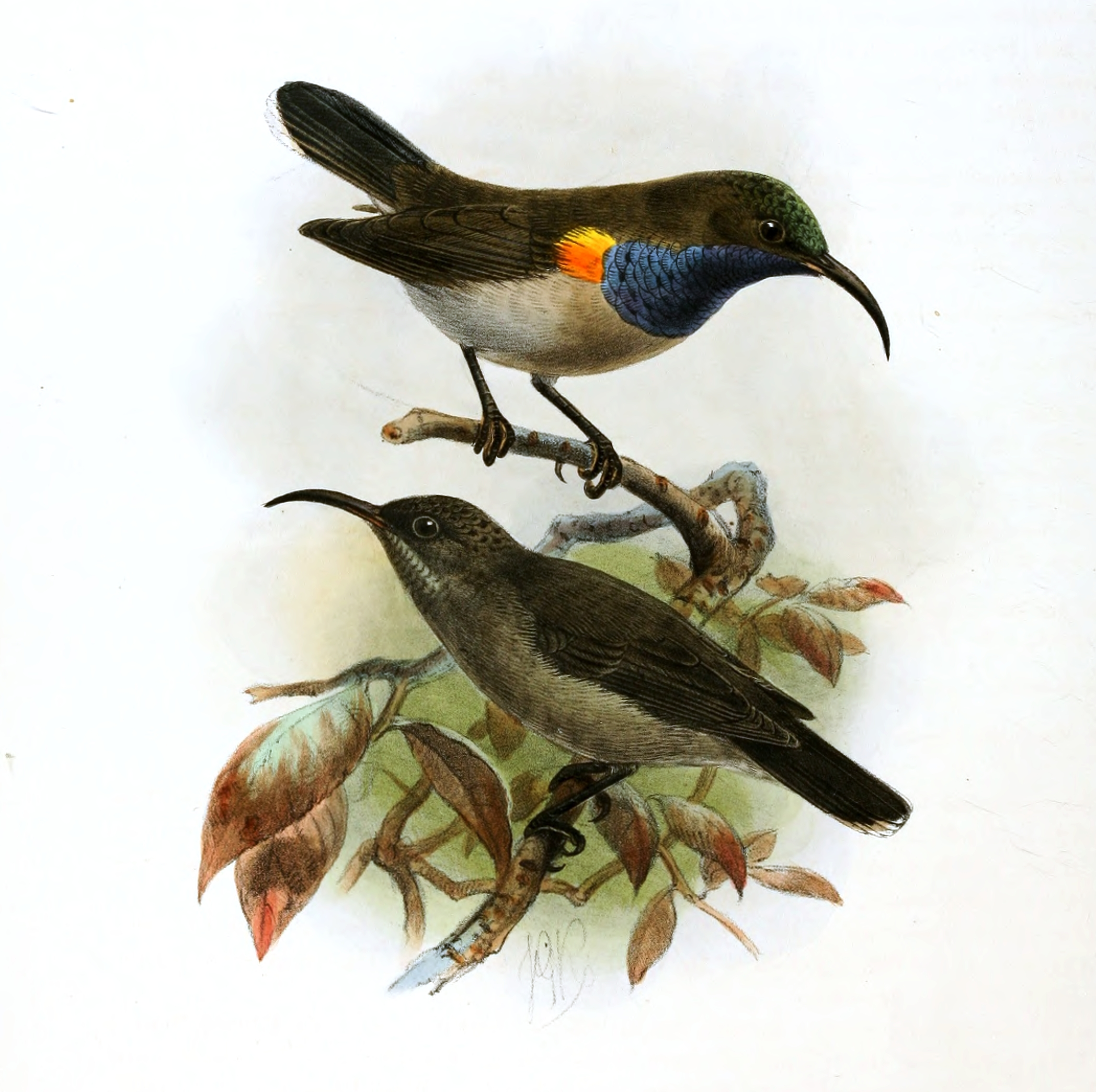
Régi ábrázolás a fajról. A felső madár a hím

Testhossza 10-12 centiméter. A nemek tollazata különböző. A hím alapszíne szürke, fején és torkán csillámlóan fénylő ibolyáslila és zöld tollakkal. Főleg repülés közben feltúnő bélyege a szárnyak alsó felének sárgás vagy narancsos színe. A tojó egyszínű szürke.

## Természetvédelmi helyzete
Az elterjedési területe kicsi, egyedszáma viszont stabil. A Természetvédelmi Világszövetség Vörös listáján nem fenyegetett fajként szerepel.